# Stella Díaz Varín
Stella Adriana Díaz Varín también conocida como La Colorina (La Serena, 11 de agosto de 1926-Santiago, 13 de junio de 2006) fue una poeta chilena de la Generación del 50. Tanto su obra poética como su personalidad polémica la posicionaron como una figura prominente y señera de la literatura chilena.

## Biografía
Stella Díaz Varín nació en una familia de clase media; su padre fue un relojero anarquista que inculcó a la escritora su ideal político, y su madre, descendiente de una familia de abolengo de origen francés sumamente venida a menos. Esto, sumado a sus apasionadas lecturas, provocaron que desde pequeña publicase artículos y poemas en los diarios locales. En 1946, leyó un poema frente al presidente Gabriel González Videla en un acto público de su colegio, lo que determinará que el presidente electo le ayude instalarse en Santiago, deseo que se había exacerbado con la muerte de su padre, 11 años atrás. En 1947, viaja bajo la oposición de su madre y su hermano mayor para seguir estudios de medicina y siquiatría, convencida de poder escudriñar en el cerebro humano para conocer los sueños del hombre. Finalmente no completa sus estudios superiores.
Diarios como El Siglo, La Opinión (donde conoce a Vicente Huidobro), El Extra (donde reporteaba crímenes en los barrios marginales) y La Hora publican sus escritos. Fue despedida de este último a causa de un artículo relacionado con la tala de árboles en La Alameda ordenada por el alcalde de ese entonces. El cierre de los diarios en que trabajaba le impide continuar sus estudios.
González Videla, que en 1946 había ganado las elecciones con el apoyo del Partido Comunista (PC), dos años más tarde hace aprobar la Ley de Defensa de la Democracia, que lo prohibió, y sus miembros, entre ellos Stella, fueron perseguidos. Un profundo odio por el gobierno la unió a Enrique Lafourcade y Enrique Lihn, por lo que juntos se tatuaron una calavera en el brazo, un pacto de sangre que consistía en dar muerte al presidente que consideraban dictador.
Fue el editor Domingo Morales, en 1949, quien la impulsó a publicar su primer libro: Razón de mi ser. Los poemas de este volumen reflejan la vitalidad y fuerza de la poeta. A través de imágenes sugerentes y de un lenguaje subterráneo, temas como la muerte, la soledad y el reconocimiento a la condición femenina evidencian en este poemario la relación inseparable entre la vida y la creación poética de la escritora. Esta publicación fue elogiada por el reputado crítico Alone y la acercó al Grupo La Mandrágora.
En el mismo período, vivió con su hermano menor en una pensión cercana al antiguo Instituto Pedagógico. Para entonces, se vivía un gran auge cultural en la capital, donde escritores como Jorge Tellier, Enrique Lihn, José Donoso, Enrique Lafourcade, Mariano Latorre, Pablo Neruda, Alejandro Jodorowsky y Nicanor Parra compartían con Stella en El Bosco y el café Iris. Como cuenta la escritora en variadas entrevistas, los de la época del 50 eran lectores asiduos de Darío, Neruda y Sartre.
Durante esa misma época vive un romance con Parra, quien le dedica el poema La víbora; posteriormente conoce a Jodorowsky, con quien vive una intensa relación amorosa. Al cabo de un tiempo es acorralada en una cita y violada, quedando embarazada. Se casa en 1950 con el arquitecto Luis Viveros Jacques, fundamentalmente para proteger a Rodrigo, el niño recién nacido y a ella misma. Este primer matrimonio tuvo como fruto tres hijos más, que mueren a las pocas semanas de nacidos, lo que ocasionó posteriormente la ruptura definitiva de la pareja.
En 1953, publicó Sinfonía del hombre fósil, autoeditado e ilustrado por su marido. En 1959, Tiempo, medida imaginaria, donde incluye un poema dedicado a Neruda que escribió años antes para la celebración de los 50 años del vate. 
En 1960, a través de Nicanor Parra, conoció al poeta estadounidense Allen Ginsberg, con quien entabla una amistad durante la estadía de este en Chile, hospedándole en su residencia, aún bajo la oposición férrea de su esposo. Ocho años después, Ginsberg le envió por correspondencia un poema de agradecimiento que decía: "Thank you...! Viva la mariguana! ¡Viva Príapo! / Por favor amo / Por favor amo puedo tocar su mejilla / Por favor amo puedo arrodillarme a sus pies / Por favor amo puedo aflojar sus pantalones azules / Por favor amo puedo mirar su vientre de vello dorado / Por favor amo puedo bajar suavemente sus calzoncillos / Por favor amo puedo tener sus muslos desnudos frente a mis ojos / Por favor amo puedo sacarme la ropa bajo su silla / Por favor amo puedo besar sus tobillos y su alma" (fragmento).
En 1973, se enfrentó con el golpe militar y la ascensión al poder de Augusto Pinochet; durante este tiempo, la escritora vocifera a favor del PC desde su ventana en la Villa Olímpica a la calle y exhibe fotografías del Che Guevara. Su vivienda es allanada y ella misma, detenida y torturada; además, es arrollada por un vehículo que vigilaba su casa. Durante este periodo participa en la SECH como casi todos los escritores de la época.
En 1992, publicó Los dones previsibles, con el que había ganado el primer premio Pedro de Oña en 1988. Posteriormente, en 1993, el libro obtuvo también el Premio Mejores Obras Literarias Publicadas del (Consejo Nacional del Libro y la Lectura. En ese mismo año, apareció un tríptico testimonial autoeditado: La Arenera.
Un año después, viajó a Cuba para presentar en la Casa de las Américas un ensayo sobre la poesía chilena desde 1898 hasta la poesía joven. En ese país, fue homenajeada con una antología de sus poemas, titulada Stella Díaz Varín: Poesía. En 1999, publicó De cuerpo presente, ganador de un premio FONDART.
Figura mítica, se la ha llamado "primera poeta punk chilena" y "la Bukowski chilena", y fue protagonista de numerosos incidentes, entre los que figura el puñetazo dado públicamente a Lafourcade a raíz de un artículo que este había escrito en El Mercurio durante la dictadura militar y que, según ella, la "delataba".
"Su poesía marcó nuevos rumbos en la creación poética nacional" y en Estados Unidos se realizan variadas tesis en torno a su obra poética.
Sus versos fueron incluidos en varias antologías como Poesía Nueva de Chile (1953); La mujer en la poesía chilena (1963); Atlas de la poesía chilena (1958).
Semanas antes de su deceso, obtuvo una beca del Fondo del libro y la lectura por Stella Extragaláctica, un libro de conversaciones con la periodista Claudia Donoso, sostenidas desde 1999. Sin embargo, no sería publicado hasta 15 años después, en 2021, bajo el título La Palabra Escondida: Conversaciones con Stella Díaz Varín.
Stella Díaz Varín falleció a los 79 años en el Hospital del Salvador, en Santiago, el 13 de junio de 2006, diez años después de que se le diagnosticara cáncer de mama. Su velorio se realizó en la Sociedad de Escritores de Chile, dos días después. En las semanas posteriores, se llevaron a cabo diversos homenajes a nivel nacional.
Su tumba se encuentra en el cementerio Parque del Recuerdo Américo Vespucio, sector D09, en Santiago de Chile. Allí, coincidentemente, también se halla la sepultura de su amigo y colega Enrique Lihn.
El documental La Colorina, dirigido por Fernando Guzzoni y galardonado en varios países, narra su vida, obra e impacto tanto en el ámbito literario como su carácter de figura mítica. Fue estrenado en 2008.

## Obras
- Razón de mi ser, 1949
- Sinfonía del hombre fósil,1953
- Tiempo, medida imaginaria, 1959
- Los dones previsibles, 1992
- La Arenera, 1993
- Stella Díaz Varín:Poesía (antología editada en Cuba), 1994
- De cuerpo presente" (memorias), 1999
- Obra reunida, 2011 ISBN 978-956-260-565-6
- Tiempo, medida imaginaria, 2023 ISBN 978-956-9352-25-6
- Sinfonía del hombre fósil, 2024 ISBN 978-956-9352-26-3

## Filmografía
| Año  | Título      | Rol        | Notas                   | Ref.   |
| ---- | ----------- | ---------- | ----------------------- | ------ |
| 2008 | La Colorina | Ella misma | Largometraje documental | [ 16 ] |

## Premios y reconocimientos
- 1988: Premio Pedro de Oña (Municipalidad de Ñuñoa, Santiago)
- 1993: Premio Mejores Obras Literarias Publicadas (Consejo Nacional del Libro y la Lectura)